# 제12회 베를린 국제 영화제
제12회 베를린 국제 영화제는 1962년 6월 22일에 열린 시상식이다.

## 수상 및 후보

### 황금곰상
- 사랑의 유형 - 존 슐레진저 수상

### 은곰상:감독상
- 살바토레 지울리아노 - 프란체스코 로시 수상

### 은곰상:여자연기자상
- 노 엑시트 - 리타 갬 수상
- 노 엑시트 - 비브카 린드포스 수상

### 은곰상:남자연기자상
- 미스터 홉스 휴가 가다 - 제임스 스튜어트 수상

### 황금곰상:단편영화상
- 리얼리티 오브 카렐 애펠 - 얀 프레이만 수상

### 은곰상:단편영화상
- 르 그랜드 마갈 드 투바 - 블레즈 셍고르 수상

### 은곰상:다큐멘터리상
- 갈라파고스 - 트류민셀 아이엠 파지피크 - 헤인즈 시엘만 수상